# Anisosepalum
Anisosepalum es un género de plantas con flores perteneciente a la familia Acanthaceae. El género tiene 3 especies de hierbas, naturales de África.

## Taxonomía
El género fue descrito por A. B. M. Enayet Hossain y publicado en Notes from the Royal Botanic Garden, Edinburgh 31: 377. 1972. La especie tipo es: Anisopetalum humbertii
Etimología
Anisosepalum: nombre genérico que deriva de las palabras griegas: ανισος (anisos), que significa "desigual", y  (sepalum), que significa "sépalo", en referencia a sus sépalos desiguales.

## Especies deAnisosepalum
- Anisopetalum alboviolaceum
- Anisopetalum humbertii
- Anisopetalum lewallei